# アリーナ・ポポワ
アリーナ・アレクセーエヴナ・ポポワ（ロシア語: Алина Алексеевна Попова, ラテン文字転写: Alina Alekseevna Popova, 2005年1月4日 - ）は、ロシアの女子バレーボール選手。ロシア代表。

## 来歴

### クラブチーム
ロストフ州Dubovskoye出身。ジュニアクラブを経て、2022年8月、フランスのヴォレロ・ル・カネへ入団。2022/23シーズンのフランスリーグでは優勝を果たした。2024年11月、ロシアのディナモ・モスクワへ移籍し、2024/25シーズンのロシアスーパーリーグ、ロシアカップに出場した。

### 代表チーム
アンダーカテゴリーの代表として2020年、U-17欧州選手権に出場し金メダルを獲得した。2021年、U-19世界選手権に出場し、金メダルを獲得した。

## 所属クラブ
- Federal Territory Sirius（2020-2022年）
- ヴォレロ・ル・カネ（2022-2024年）
- ディナモ・モスクワ（2024年-）